# 藍銅鉱
藍銅鉱（らんどうこう、英: azurite、アズライト）は鉱物（炭酸塩鉱物）の一種。ブルー・マラカイトと呼ばれることもある。

## 性質・産出
藍銅鉱の主な産地は、モロッコ、アメリカ、中国、ロシア、フランス等。化学組成はCu
3(CO
3)
2(OH)
2で、結晶系は単斜晶系。銅の代表的な二次鉱物の1つであり、世界各地の銅鉱床の風化帯に産する。同じく銅の二次鉱物である孔雀石（マラカイト）（Cu
2(CO
3)(OH)
2）と共生することも多く、時にはこの孔雀石と藍銅鉱が混じり合った状態で生成されることもありこの混合した状態で生成されたものは両鉱物の英名を合成して、アズロマラカイトと呼ばれている。藍銅鉱と孔雀石は化学組成上は非常に似ており、銅鉱床の地表に近い所で生成される点も同じである。しかし藍銅鉱の産出は孔雀石に比べてはるかに少ない。これは藍銅鉱の生成条件はやや酸性でかつ炭酸ガスが十分にあることを要求するが、天然の炭酸ガスに富む環境はたいてい酸性度が低く、そのような環境ではかわりに孔雀石が生成されてしまうためである。また、孔雀石の方が化学的安定性に優れており、藍銅鉱を湿気の多い空気中に長時間放置すると大気中の水分を吸収して孔雀石に変質することがある。。

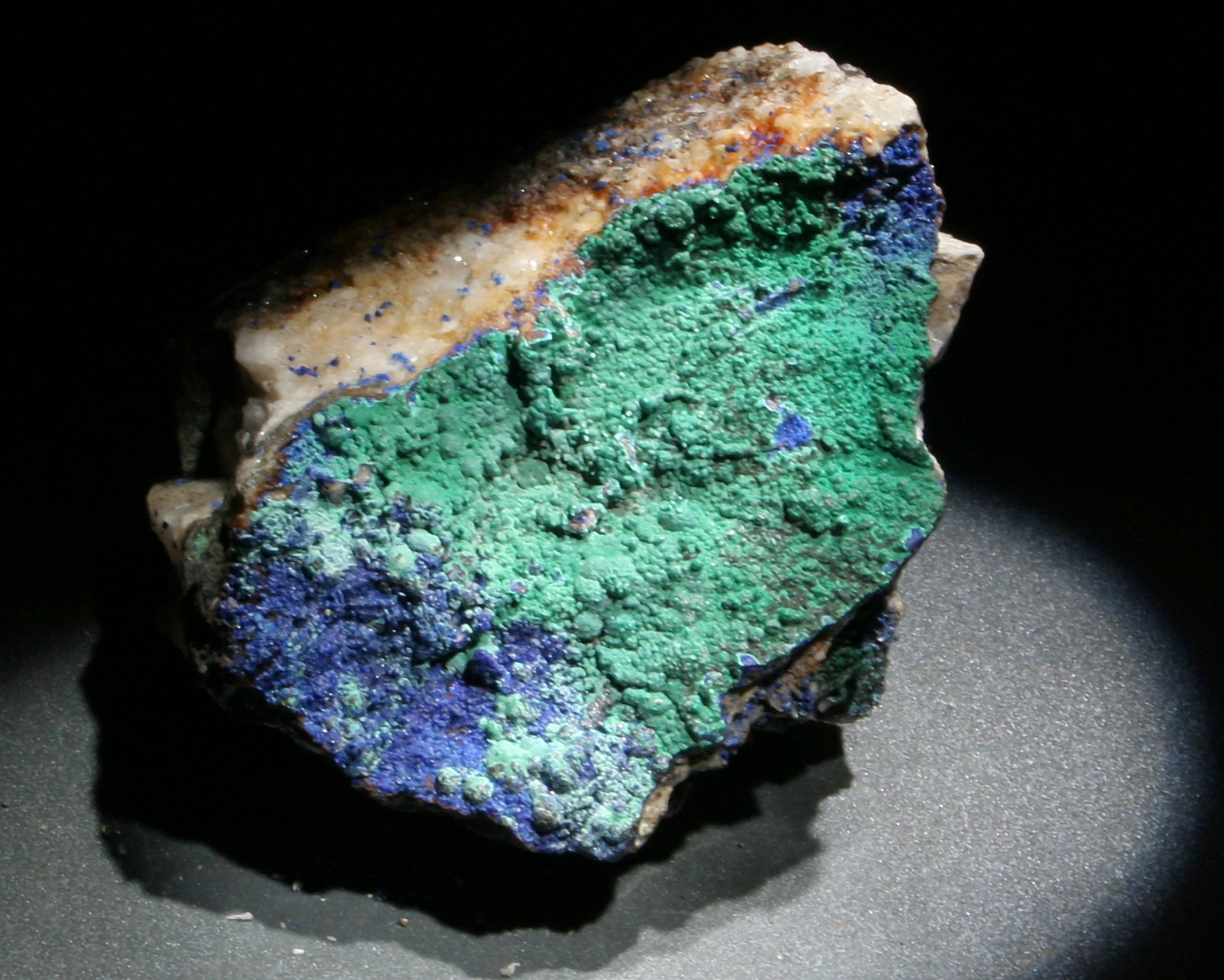
藍銅鉱（青色）と孔雀石（緑色）

## 岩群青
藍銅鉱から作った岩絵具で、古来より東西で青色の顔料として使用された。省略して群青ともいう。英名マウンテンブルー。銅山が多い日本でも盛んに使用されたが、先述のとおり孔雀石と混じって採れることが多いため精製が難しく、孔雀石から採れる緑青の10倍の値段で取引され、群青60gで米一俵を買えるほどだった。敦煌の壁画をはじめ中国と日本の青色の顔料には古来から藍銅鉱が用いられてきた。古代エジプトでも使用され、15世紀から17世紀中頃にかけてヨーロッパ絵画では、ウルトラマリンより多用されたという。